# دانیل یوسیچ
دانیل یوسیچ (انگلیسی: Daniel Jositsch؛ زادهٔ ۲۵ مارس ۱۹۶۵) سیاست‌مدار اهل سوئیس و عضو حزب سوسیال دموکراتیک سوئیس است.